# Balassa Zoltán
Balassa Zoltán (Besztercebánya, 1949. június 28. –) felvidéki magyar újságíró, vegyészmérnök, helytörténész, egyetemi tanár.

## Élete
Gömör megyei értelmiségi családban született. Édesapja, Balassa Géza köztiszteletben álló régész-művészettörténész, édesanyja, Krcsméry Katalin angol, német és francia nyelvtanár volt.
Besztercebányán magyar nyelvű alapiskola és gimnázium nem lévén szlovákul járta ki. Kamaszkorában amatőrcsillagász, 1966–1990 között a Csehszlovák, illetve a Szlovák Csillagászati Társaság tagja volt. Az 1980-as évek végén sikerrel lépett fel a kontinens egyik legrégibb csillagvizsgálója, a Konkoly Thege Miklós által Ógyallán alapított obszervatórium lebontása ellen.
A prágai Vegyipari Műszaki Egyetemen vegyészmérnökként diplomázott, 1972-ben. Egyetemi évei alatt az Ady Endre Diákkör elnökségi tagja, 1970-ben elnöke lett. Prágai egyetemi docense ajánlására a Kassai Műszaki Egyetem oktatója lett. Alhadnagyként szerelt le a sorkatonaságtól, ezután a kassai Katonai Repülős Szakközépiskola szaktanára volt, az iskola eperjesi tagozatán is oktatott.
Az 1970-es évektől 1990-ig a csehszlovák titkosszolgálat folyamatos megfigyelése alatt állt. Gyanús elem lévén, csak vegyésztechnikusként, fűtőként, meg a kelet-szlovákiai vízművek referenseként dolgozhatott. 1972-ben rögtön beiratkozott a kassai Csemadokba, mihelyt odaköltözött, A rendszerváltás után a szervezet helyi elnökségének és az Országos Tanácsnak lett a tagja. Már húszas éveitől a történelmi-honismereti szakbizottság tagja volt, a Pinceszínpadnak és a Szép Szó irodalmi színpadnak nemkülönben. Megszervezte a Parázs kisszínpadot. A békesség fejedelme címü pódiumjátékát (Bethlen Gáborról), ő maga rendezte, és Felvidék-szerte többször, de még Prágában is játszották. Bajor Andor: A kalapos balladája című szatírája színreviteléért 1984-ben Kassa város dramaturgiai díjat adományozott neki. Városa Kerületi Művelődési Központjában amatőr színházi rendezői képesítést szerzett, 1986-ban.
A romániai falurombolás ellen protestáló levelét 1988. augusztus 23-án elküldte a fővárosi román nagykövetségének. Ezzel ismét a titkosszolgálat látókörébe került. Dessewffy Arisztid aradi vértanú margonyai síremlékét rendszeresen látogatta kis csapatával. A bársonyos forradalom alatt, 1989-ben Kassán hosszú évek után először ő szólalt fel magyar nyelven nyilvánosan. Elejétől fogva a Polgári Fórum meg a Nyilvánosság az Erőszak Ellen mozgalom részvevője volt. 1990-ben kis ideig Kassa Óváros önkormányzati képviselője, majd az Együttélés Politikai Mozgalom kassai ügyvivője és alapító tagja volt. Azután a mozgalom városi elnökként és az Országos Tanács tagjaként részt vett a Magyar Koalíció Pártja kassai tevékenységében is.
1991 és 1998 között a Szabad Újság szerkesztője, majd szabadúszó volt. 2009 óta munkatársa a Felvidék.ma hírportálnak, oda csaknem 1000 cikket írt. A 2016/17-es tanévben a sátoraljaújhelyi Kossuth Lajos Gimnázium óraadó tanáraként tanított marketinget, idegenforgalmi földrajztudományt és szállodaismeretet. A Kassai Műszaki Egyetemen, a Harmadik Kor Egyeteme program keretében négy szemeszteres keretben városa történetét tanítja, 2018-tól.
1974 óta honismereti idegenvezetőként is tevékenykedik nemcsak a Felvidéken, hanem Csehországban, Ausztriában, Lengyelországban és Magyarországon is, több tízezer embert kalauzolt így az elmúlt évtizedekben. 1975-ben a prágai Ady Endre Diákkör Honismereti Kerékpártúráit is ő indítványozta, gyakran ő is vezette őket. Az általa 2006 óta szervezett Barangolásokon, havi rendszerességgel témák szerint bemutatja városa közismert és rejtőző kincseit magyarul és szlovákul. Jónéhány városán kívüli bédekker magyar fordítását is ő végezte. 2016-ban adta ki Kassáról szóló történelmi városkalauzát. A Kassai Polgári Klub több brosúrájának közreműködője volt, számtalan kiadványban fényképei is megjelentek. Úttörő volt gróf Esterházy Jánosról írt könyve, amely Pilóta a viharban (Gróf Esterházy János és kora) címmel, 1994-ben jelent meg. A szlovákság történetével is foglalkozó, a Két nemzet a Kárpát-medencében című könyve 2006–2015 közt öt kiadásban, szlovákul is megjelent. A Kárpát-medencében és kívüle is számtalan szakmai konferencia és egyéb rendezvény meghívott előadója volt. A felvidéki, a Kassa- és környéki magyarság önazonosságának, hagyományainak megőrzése, nemzettudatának erősítése, a közösség múltjának ismerete és a magyar anyanyelvhasználat terjesztése érdekében több évtizede kiemelkedő publikációs, dokumentációs, ismeretterjesztő, előadói, helytörténészi tevékenységet végez.

## Írásai
- Baróti Szabó Dávid a szó-tár író, Felvidék.ma
- Pilóta a viharban (Gróf Esterházy János és kora), 1994
- A Hunyadiaktól karácsonyig, 2001 Archiválva 2016. október 23-i dátummal a Wayback Machine-ben
- Két nemzet a Kárpát-medencében, 2006
- Kassa – történelmi városkalauz, 2016[2]
- A flAVATAROK világítanak, 2018
- Betörtek a kassai Maléter-kriptába, 2019
- Kassán székely zászlóval tisztelegtek Esterházy János emléke előtt, 2019
- Mennyei harmónia a kassai ferences templomban, 2019

## Elismerései
- 1999: Eötvös József-sajtódíj
- 2019: augusztus 20-án államalapításunk ünnepe alkalmából Áder János köztársasági elnök Magyar Arany Érdemkereszttel tüntette ki Balassa Zoltán hetven esztendős újságíró-helytörténészt. A magyar állami kitüntetést Magyarország Kassai Főkonzulátusán ünnepélyes keretek között Haraszti Attila főkonzul adta át.[3]
- 2022: Magyar Örökség díj